# Fields
Fields (с англ. — «Поля») — англо-исландская индитроник-группа, сформированная в Лондоне, в 2006 году. По звучанию группу чаще называют смесью фолка, шугейза и электроники.
Группа состоит из певца и гитариста Ника Пейла, исландской певицы и клавишницы Торунн Антонии, гитариста Джейми Патнэма, басиста и клавишника Мэтти Дерхэма (играл в раннем составе Bloc Party, позже присоединился к Does It Offend You, Yeah?) и барабанщика Генри Спэннера. Отец барабанщика Генри Спэннера играл на бас-гитаре у Джо Кокера в Вудстоке. Отец Торунн Антонии написал национальный гимн Исландии.
Подписав контракт с британским инди-лейблом Black Lab, с дистрибьюторским соглашением с Atlantic Records, Fields дебютировали с мини-альбомом 7 From The Village летом 2006 года. Полноценный дебютный альбом группы Everything Last Winter, спродюсированный Майклом Бейнхорном (The Bronx, Red Hot Chili Peppers, Пит Йорн), появился в магазинах в начале 2007 года. До выпуска дебютного альбома группа гастролировала с Larrikin Love, Mystery Jets, The Spinto Band, The Zutons и Bloc Party.
Хотя началась работа над следующим альбомом под названием Hollow Mountain, в который должны были войти песни "Sun In Your Eyes", "Constantly", "Are You Ready Yet?", "Worst Love" и "Call The Captain", альбом так и остался неизданным. Группа распалась в 2009 году.

## Дискография
Альбомы
- Everything Last Winter (2007), Atlantic Records/Black Lab Records

Синглы/Мини-альбомы
- "Song For The Fields", single (2006), Black Lab Records
- 8 From The Village EP (2006), Warner Music
- 4 From The Village EP (2006), Black Lab Records
- 7 From The Village EP (2006), Atlantic Records
- "Heretic", single (2006), Black Lab Records
- "If You Fail We All Fail", single (20/11/2006)
- Feathers EP (2007), Atlantic Records
- "Charming The Flames", single (26/03/2007), Atlantic Records